# Мамаја-Сат
Мамаја-Сат (у преводу Мамаја Село, рум. Mamaia-Sat) је насеље вароши Наводари у жупанији Констанца у Румунији. Према попису из 2021. у насељу је било 2.802 становника.

## Географија
Мамаја-Сат се налази на југоистоку Румуније у историјско-географском региону Добруџе. Смештено је између Наводарија и Мамаје, окружено Црним морем, језером Сијутгиол и каналом Поарта Алба — Мидија Наводари. Кроз насеље пролази пут DC86 који га дели на два дела, при чему је део између пута и Црног мора претворен у летовалиште познато као Мамаја Норд (Северна Мамаја, рум. Mamaia Nord).

## Становништво
| 2002. | 2011. | 2021. |
| ----- | ----- | ----- |
| 200   | 1.471 | 2.802 |

Према попису из 2021. у Мамаја-Сату је живело 2.802 становника што је за 1.331 више (+90,48%) у односу на попис из 2011. када је у насељу био 1.471 становник.
Према попису из 2021. већину становништва су чинили Румуни (84,16%).
| Етнички састав према попису из 2011.‍ | Етнички састав према попису из 2011.‍ | Етнички састав према попису из 2011.‍ | Етнички састав према попису из 2011.‍ | Етнички састав према попису из 2011.‍ |
| ------------------------------------ | ------------------------------------ | ------------------------------------ | ------------------------------------ | ------------------------------------ |
|                                      |                                      |                                      |                                      |                                      |
| Румуни                               | Румуни                               |                                      | 1.238                                | 84,16%                               |
| Роми                                 | Роми                                 |                                      | 62                                   | 4,21%                                |
| Татари                               | Татари                               |                                      | 6                                    | 0,41%                                |
| Турци                                | Турци                                |                                      | 4                                    | 0,27%                                |
| Мађари                               | Мађари                               |                                      | 3                                    | 0,20%                                |
| Немци                                | Немци                                |                                      | 3                                    | 0,20%                                |
| Руси-Липовани                        | Руси-Липовани                        |                                      | 3                                    | 0,20%                                |
| Остали                               | Остали                               |                                      | 11                                   | 0,75%                                |
| Непознато                            | Непознато                            |                                      | 141                                  | 9,59%                                |